# مک بت سیبایا
مک بت سیبایا (انگلیسی: MacBeth Sibaya؛ زادهٔ ۲۵ نوامبر ۱۹۷۷) یک بازیکن فوتبال اهل آفریقای جنوبی است.
وی همچنین در تیم ملی فوتبال آفریقای جنوبی بازی کرده‌است.